# Rafael d'Ossery
Johann Theodor Rafael d'Ossery, född i Aachen på 1700-talet, död i Stuttgart på 1800-talet, var en romersk-katolsk präst, biskop, och apostolisk vikarie av Apostoliska vikariatet i Sverige 1790-1795.